# Neonoguchia
Neonoguchia là một chi rêu trong họ Meteoriaceae.